# Alexander Buchan

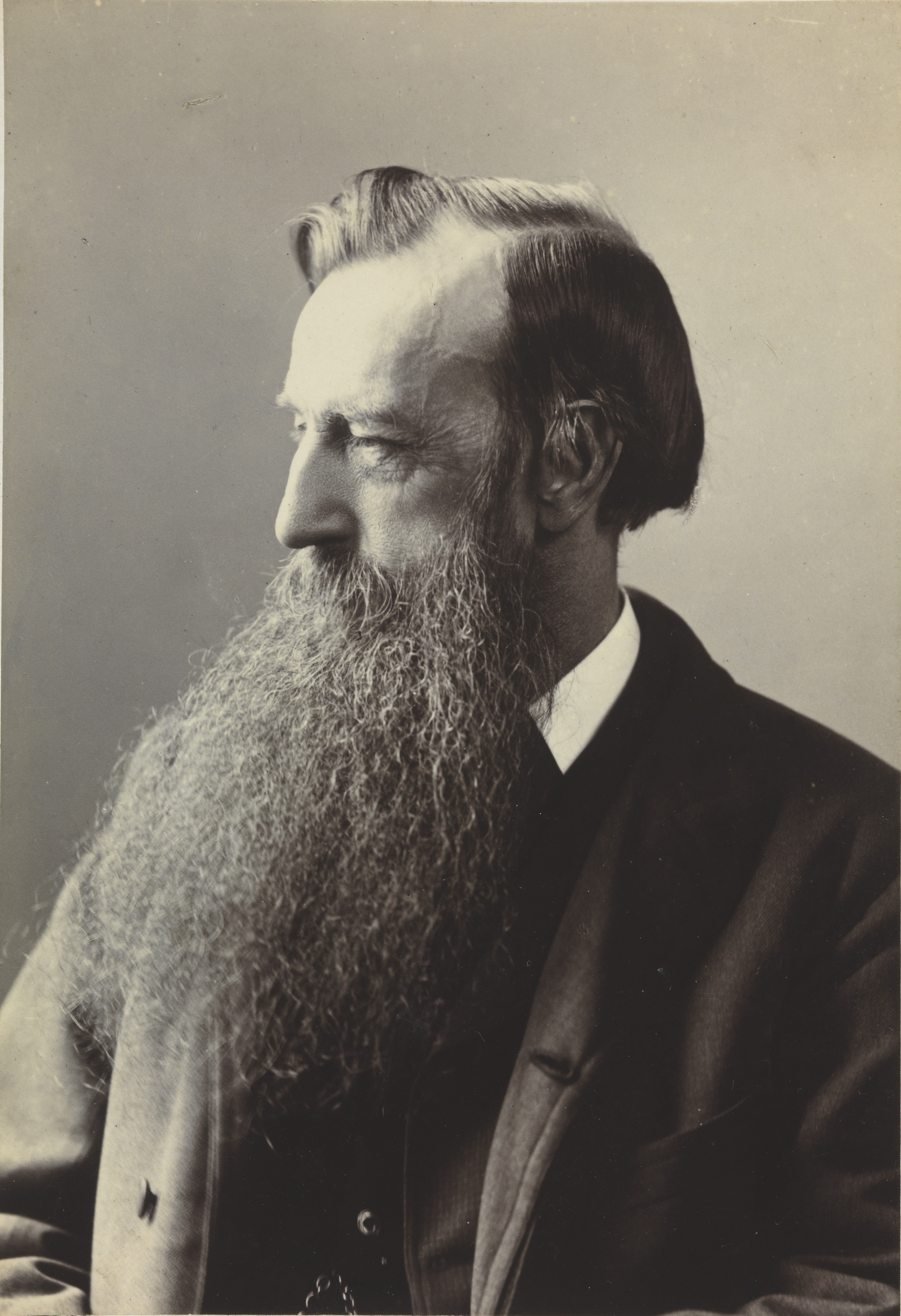
Alexander Buchan

Alexander Buchan (* 11. April 1829 in Kinnesswood; † 13. Mai 1907 in Edinburgh) war ein britischer Klimatologe und Meteorologe.

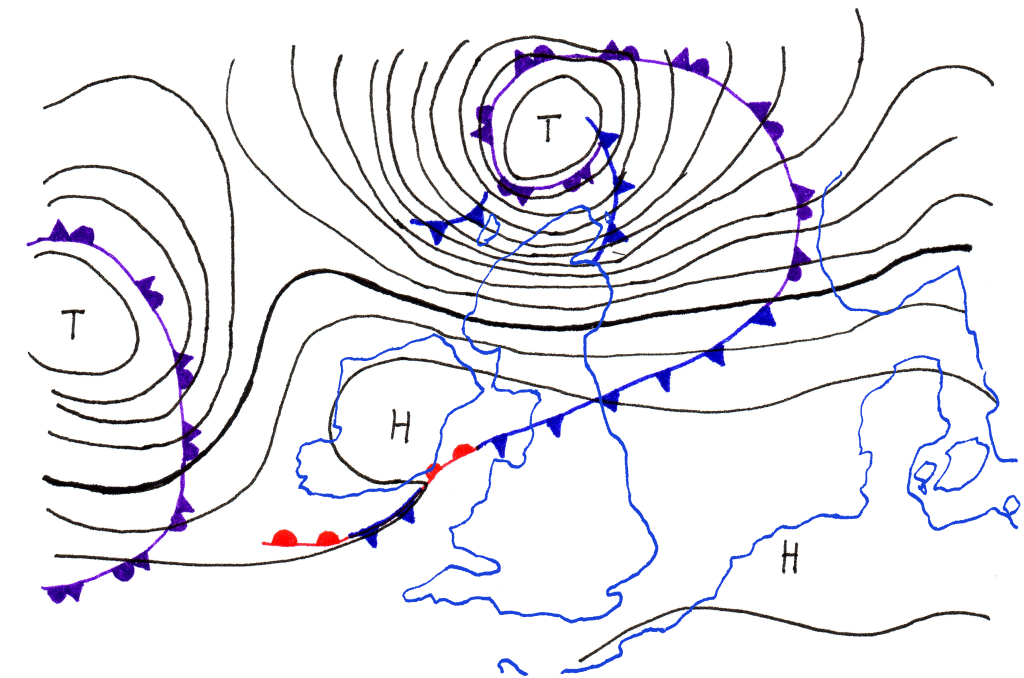
Isobaren bei einem Orkan über den britischen Inseln

Er gilt als Vater der Meteorologie. Bis 1860 hatte man das Prinzip der Isobaren kaum verstanden. Es war bis dahin üblich, die Beobachtung des Luftdrucks als Differenz vom Mittelwert anzugeben. Buchan erkannte, dass es weitaus nützlicher sei, für alle Stationen den Luftdruck auf Meereshöhe zu berechnen und dann die „Punkte zu verbinden“, also Isobaren zu zeichnen, und schuf so die Grundlage heutiger Wetterkarten, auf denen die Lage der Hoch- und Tiefdruckgebiete zu erkennen sind. Ihm zu Ehren ist die Buchan Bay in der Antarktis benannt.
1868 wurde er zum Fellow der Royal Society of Edinburgh gewählt.

## Werk
Im Herbst und frühen Winter des Jahres 1863 konstruierte Buchan eine Serie von 18 Karten, mit denen er die Entwicklung und Bewegung von Wettersystemen in Europa verfolgen konnte. Buchan versuchte als erster zukünftige Wetterentwicklungen vorherzusagen. Diese wurden in seinem Handy Book of Meteorology im Jahre 1868 veröffentlicht. Etwas später publizierte er sein Hauptwerk: The Mean Pressure of the Atmosphere and the Prevailing Winds over the Globe for the Months and for the Year.